# Vladimir III van Kiev
Vladimir Mstislavitsj (Russisch: Владимир Мстиславич, 1132–1173) was in 1171 als Vladimir III van Kiev drie maanden grootvorst van Kiev.
Als zoon van Mstislav Vladimirovitsj en diens tweede vrouw Ljoebava Dmitriejevna was hij vorst van Dorogoboezj (1150-1154 en 1170-1171), Vladimir (1154-1157), Sloetsk (1162) en Tripolje (1162-1168)
Vladimir hield zijn hele leven uitstekende relaties met Hongarije en Servië. In 1150 trouwde hij met Banovna, dochter van Beloš Vukanović van Servië.
Hij werd gevangengezet door zijn neef Mstislav Izjaslavits toen deze laatste Kiev veroverde, maar wist te ontsnappen naar Hongarije. Daar kon hij echter geen daadwerkelijke ondersteuning verkrijgen.
In een periode van voortdurende interne oorlogvoering tussen tussen de Ruriken werd hij door de familieleden van de grootvorsten van Kiev, verontrust over de groeiende macht van de vorsten van Vladimir-Soezdal, in 1171 tot grootvorst verkozen. Weinig geliefd door zijn onderdanen durfde hij niet de titel "grootvorst" aan te nemen. Al na drie maanden werd hem door Andrej Bogoljoebski opgedragen Kiev te verlaten. Bogoljoebski, vast van plan de stad in zijn macht te houden, gaf daarna aan dat hij Roman Rostislavitsj, oudste zoon van Rostislav Mstislavitsj als grootvorst accepteerde.

## Nakomelingen
Met Banovna had hij de volgende kinderen:
- Mstislav († na 1202), vorst van Dorogoboezj
- Jaroslav († na 1207), vorst van Novgorod
- Rostislav († na 1202)
- Svjatoslav (1189 - 1221)